# 哈里·肯特
哈里·肯特（英語：Harry Kent，1947年3月11日—2021年8月24日），新西兰男子自行车运动员。他曾代表新西兰参加1970年英联邦运动会自行车比赛，获得男子1公里计时赛金牌。他也曾参加1972年夏季奥林匹克运动会。